# Ovindoli
Ovindoli là một đô thị thuộc tỉnh L'Aquila trong vùng Abruzzo của Ý. Đô thị này có diện tích 58 km², dân số 1200 người. Các làng trực thuộc: Santa Iona, San Potito, Casal Martino. 
Các đô thị giáp ranh: Aielli, Avezzano, Celano, Massa d'Albe, Pescina, Rocca di Mezzo, Secinaro